# Буймістер Людмила Анатоліївна
Людмила Анатоліївна Буймістер (нар. 5 листопада 1985, Москва, РСФСР) — українська політична діячка. Директор, голова наглядової ради Гданської суднобудівної корабельні (Польща). Народний депутат України IX скл, колишній член фракції «Слуга народу». Одна із постійних спікерів Форуму Вільних Держав Постросії.
Член Комітету Верховної ради з питань економічного розвитку, голова підкомітету з питань розвитку конкуренції та рівних умов для бізнесу.
Не голосувала за закон України 12414, який був ухвалений з порушенням Регламенту Верховної Ради України та підпорядкував НАБУ та САП Генеральному прокурору.

## Життєпис
Народилася в сім'ї дипломатів. Закінчила Московський державний інститут міжнародних відносин (спеціальність «Міжнародне публічне право») та Лондонську бізнес-школу (спеціальність «Корпоративні фінанси: Оцінка бізнесу, ризик, реструктуризація»).
Працювала у консорціумі «Індустріальна група». 2012—2018 рр. — директор Гданської суднобудівної корабельні (м. Гданськ, Польща). Спеціалістка в галузі нової енергетики, перероблення та екологічної політики. З квітня 2018 р. — займається консультаціями у сфері альтернативної енергетики та сталого розвитку.
Очолювала кінодистриб'юторську компанію «Кіноманія».
2019 — кандидатка у народні депутати від партії «Слуга народу» на парламентських виборах (в.о. № 223, Шевченківський район Києва). На час виборів: член наглядової ради Металургійного заводу «Дунаферр» (Угорщина), безпартійна, жила в Києві.
Наближена особа до бізнесмена й політика Сергія Тарути.
Співголова групи з міжпарламентських зв'язків з Францією. Член Постійної делегації у Парламентській асамблеї НАТО. Співголова групи з міжпарламентських зв'язків з Румунією.
19 жовтня 2021 року Буймістер виключили з партії «Слуга народу».
У 2022 році стала на захист України, ставши сержантом ССО.

## Особисте життя
Одружена. Виховує двох доньок.